# 舞木站
舞木站（日语：／ Mōgi eki */?）位于福岛县郡山市舞木町字平，是东日本旅客铁道（JR東日本）管辖的磐越东线上的鐵路車站。

## 历史
- 1914年7月21日 - 车站投入运营[1]。
- 1987年4月1日 - 国铁分割民营化后成为JR东日本车站。
- 1989年3月11日 - 磐越东线电子闭塞投入使用，开始无人化。车票发售由郡山站派员执行。
- 1993年3月19日 - 郡山站停止派员，完全无人化。
- 2009年3月14日 - 支持IC卡"Suica"使用[1]。
- 2016年4月1日 - 伴随三春站业务委托化，管理站变更为郡山站[1]。

## 车站结构
侧式站台2台2线的地上车站。可以进行会让作业，定期列车会在此站会让。站台之间通过道口连接。
郡山站管理的无人车站。

### 站台配置
| 站台 | 路线      | 方向 | 目的地             | 参考     |
| ---- | --------- | ---- | ------------------ | -------- |
| 1    | ■磐越东线 | 下行 | 三春、郡山方向     |          |
| 1    | ■磐越东线 | 上行 | 小野新町、磐城方向 |          |
| 2    | ■磐越东线 | 上行 | 郡山方向           | 部分列车 |

## 相鄰車站
東日本旅客鐵道
■磐越东線
三春－舞木－郡山